# ファット・アクセル
ファット・アクセル (Fat Axl)、ないし、ファット・アクセル・ローズ (Fat Axl Rose) は、2010年に撮影されたアクセル・ローズの写真を元にしたインターネット・ミーム。2016年にローズ側がGoogleに対して画像の削除を要請したと報じられ、広く注目を浴びた。

## 発端
2010年1月13日にカナダのウィニペグでガンズ・アンド・ローゼズのコンサートが行なわれ、その模様は地元紙『ウィニペグ・フリー・プレス (Winnipeg Free Press)』によって翌1月14日付で好意的に報じられた。この記事には、同紙のボリス・ミンケヴィッチ (Boris Minkevich) による写真が複数掲載されていたが、その中には、演奏中のアクセル・ローズの姿を捉えた2点が含まれていた。
翌1月15日、ヘヴィメタル系のニュースサイト「Gauntlet」に、「OMFG Axl Rose is fat（何てこった、アクセル・ローズはデブだ）」という記事が掲出され、2点の写真画像が引用された。

## 拡散
その後、ネット上には、上記の写真画像を加工して、ガンズ・アンド・ローゼズの楽曲の歌詞などをもじったキャプションをつけるなどしたインターネット・ミームが多数現れ、さらに、当時の別のコンサートで撮影された他の画像についても、同様の加工画像が出回るようになっていった。

## 画像の削除要請
2016年5月31日、イギリスに拠点を置く著作権侵害などを監視する企業「ウェッブ・シェリフ (Web Sheriff)」は、ローズの代理者として、Googleに対してデジタルミレニアム著作権法 (DMCA) に基づくノーティス・アンド・テイクダウンの措置を求める通告（ノーティス）を行なった。同様の通告は、FacebookやYouTubeに対してもなされているという。
この通告の主張は、当該画像の著作権がローズにあることを前提としている。一方、『ウィニペグ・フリー・プレス』は、著作権が同社にあるとした上で、第三者に画像の使用を許諾したことはないとしている。
『ローリング・ストーン』は、こうした削除要請は、通常なら表沙汰にならない形で進められると指摘し、注目を集めて報道されたこの件が例外的なものであることを示唆している。